# Procampylaspis maurini
Procampylaspis maurini är en kräftdjursart som beskrevs av Mihai Bacescu och Zarui Muradian 1972. Procampylaspis maurini ingår i släktet Procampylaspis och familjen Nannastacidae.
Artens utbredningsområde är Mauretanien. Inga underarter finns listade i Catalogue of Life.